# Castello di Nicastro
Das Castello di Nicastro ist eine Burgruine aus dem 9. oder 11. Jahrhundert auf dem Hügel von San Teodoro, dem ältesten Viertel von Nicastro, einem Ortsteil von Lamezia Terme in der italienischen Region Kalabrien.

## Geschichte
Laut einigen Quellen wurde die Burg um das 9. Jahrhundert von den Byzantinern erbaut, andere geben an, dass die Burg von den Normannen im 11. Jahrhundert errichtet worden sei. Ihre Lage oben auf dem felsigen Hügel bildete eine effektive Verteidigungsstrategie und ermöglichte auch die Kontrolle der Ebene bis zum Meer.
Kaiser Friedrich II. ließ in der Folgezeit mit der Vergrößerung der Innenräume beginnen und die Burg mit einer Kaserne und Kerkern ausstatten. Auch ließ er einen fünfeckigen Bergfried und eine Wehrmauer errichten. Das Erdbeben am 27. März 1638 verursachte riesige Schäden an den Gebäuden der Burg, die man heute noch sehen kann, auch wenn sich die Burg in erbärmlichem Zustand befindet. Von der Burg sind nur noch die Reste von vier Rundtürmen, den Bastionen, den Mauern und einem Strebepfeiler mit blinder Loggia erhalten. Der Schriftsteller und Reisende Henry Swinburne (1743–1803) schrieb 1778, dass für jeden, der die Burg besuche, diese „als eine romantische Ruine in einer unsicheren Lage auf dem Grunde eines tosenden Baches [erscheine], der in ein dunkles, bewaldetes Tal fließe“.
Der ursprüngliche Kern der Burg liegt auf der Höhe in der Mitte der Siedlung auf den Ruinen einer vorhergehenden Festung, die im 8. oder 9. Jahrhundert errichtet worden war. Die Normannen nutzten das vorhergehende Bauwerk, weil es die darunter liegende Ebene dominierte und einen strategisch bedeutenden Ausblick ermöglichte.
Die Geschichte des Castello di Nicastro ist vor allen Dingen mit dem tragischen Ende des rebellischen Sohnes von Friedrich II., Heinrich VII. von Hohenstaufen verbunden, der ab 1240 zwei Jahre lang im Castello di Nicastro eingesperrt war und unter Bewachung des Kastellans Martino d’Ippolito aus dem Hause D’Ippolito, das ursprünglich aus Mantua stammte, stand. Eine Version der Geschichte besagt, dass Heinrich seine Tage am 12. April 1242 durch Selbstmord mit nur 31 Jahren beschloss. Eines Tages, als er mit seiner Eskorte über eine gewundene Bergstraße ritt, während er von Nicastro in Richtung der Burg von Martirano verlegt wurde, entkam er seinen Bewachern, stürzte vom Pferd und krachte gegen einen Felsen. Jemand meinte sogar, Friedrich II. selbst habe ihn ermorden lassen. Eine jüngere Version der Geschichte, die durch eine gesicherte Dokumentation gestützt ist, gibt an, Heinrich VII. sei eines natürlichen Todes an einer Krankheit gestorben, die er sich im Kerker eingefangen hätte. Der Leichnam des Kaisers wurde später auf Veranlassung des Bischofs von Martirano, Leo Filippo de Matera (1218–1237), Patrizier von Cosenza und Kanzler des Königreiches Sizilien, in den Dom von Cosenza verbracht.